# Rufus A. Doughton

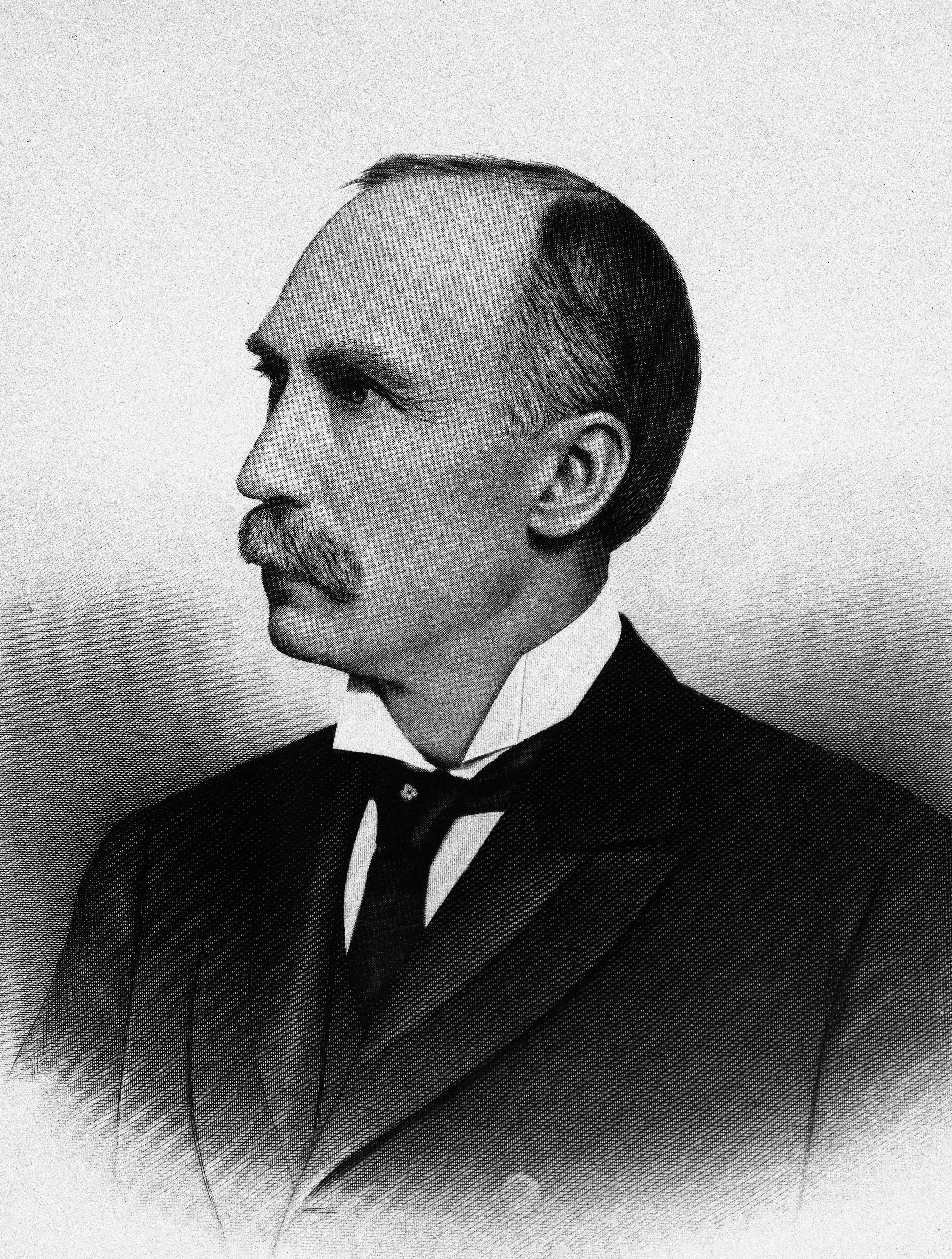
Rufus A. Doughton

Rufus A. Doughton (* 10. Januar 1857 im Alleghany County, North Carolina; † 1946) war ein US-amerikanischer Politiker. Zwischen 1893 und 1897 war er Vizegouverneur des Bundesstaates North Carolina.

## Werdegang
Rufus Doughton war der ältere Bruder des Kongressabgeordneten Robert L. Doughton (1863–1954).  Er studierte unter anderem an der University of North Carolina in Chapel Hill. Nach einem Jurastudium und seiner Zulassung als Rechtsanwalt begann er in diesem Beruf zu arbeiten. Sein Hauptklient war die Eisenbahn. Doughton war auch als Farmer sowie im Bankgewerbe tätig. Politisch schloss er sich der Demokratischen Partei an. Zwischen 1887 und 1892, von 1909 bis 1916 sowie in den Jahren 1921 und 1922 saß er als Abgeordneter im Repräsentantenhaus von North Carolina. Im Jahr 1891 war er Präsident dieser Kammer. 1912 nahm er als Delegierter an der Democratic National Convention in Baltimore teil, auf der Woodrow Wilson als Präsidentschaftskandidat nominiert wurde.
Im Jahr 1892 wurde Doughton an der Seite von Elias Carr zum Vizegouverneur von North Carolina gewählt. Dieses Amt bekleidete er zwischen 1893 und 1897. Dabei war er Stellvertreter des Gouverneurs und Vorsitzender des Staatssenats. Mit seiner Frau Sue Parks hatte er zwei Kinder, wobei der Sohn James Kemp Doughton ebenfalls Mitglied und Präsident des Staatsparlaments wurde. Rufus Doughton starb im Jahr 1946 im Alter von 91 Jahren.